# 97식 함상공격기

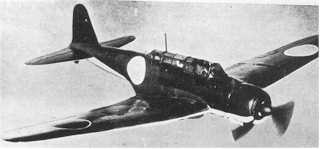
나카지마 97식 함상공격기 "B5N" 케이트.

나카지마 97식 함상공격기는 보통 "97식 함공"이라 불린 일본 해군 항공대의 함상공격기로 1935년에 개발되어 항공모함에서 운용한 공격기이며, 진주만 공격 당시 주력 기종이었다. B5N이라는 제식명을 가졌으며, 케이트(Kate)는 미국이 붙인 식별 기호였다. 명칭은 공격기로 되어 있으나, 폭격기로 분류한다. 97식 함공은 동급인 영국의 소드피쉬 어뢰공격기나 미국의 TBD 디베스테이터보다 빠른 속도를 가졌으며 전체적인 성능이 우위였다. 97식 함상공격기는 전쟁 전 기간 동안 사용되었으나, 전쟁 중에 주적인 미국의 함재기들의 성능이 발전하고 방어력에 문제를 드러내면서 전쟁 후반에는 일본 본토에서 해안 정찰이나 대잠수함전을 수행하며 보냈고, 일부는 가미카제 자살특공대용으로 전용되어 사라져갔다.

## 개발
97식 함공은 요코스카 B4Y를 대체하려는 일본 제국 해군의 요구를 나카지마 회사가 받아들여 가즈치 나카무라(Katsuji Nakamura)를 책임팀장으로 한 설계팀이 개발했다. 1935년, 일본 제국 해군은 B4Y 어뢰공격기의 성능에 불만을 가지고, 고성능 단엽기 개발을 요구했다. 이미 함재기 중에 단엽 전투기를 운용해본 결과, 충분히 가능하다는 결론을 내렸기 때문이었다 나카지마 사는 이에 따라 항공모함 운용을 전제로 양 주익을 거의 완전히 접을 수 있도록 한 저익 단엽기를 설계했다. 또, 항공모함 격납고에서 갑판으로 올리고 내리는 엘리베이터에 맞게 길게 동체를 설계했다. 개발 초기에는 K형(Type K)라는 이름이 붙여졌으며 미츠비시에서 개발한 B5M과 경쟁 기종이 되었다.
최초의 시제품은 1937년 1월에 등장했다. 시제품은 일본 해군이 요구했던 370km/h보다 그 이상의 속도를 발휘하여 소비자들을 만족시켰다. 속도 외에 전반적인 비행 성능도 양호했으나 일본 해군은 신기술을 많이 쓴 것을 걱정했고, 나카지마 사는 일본 해군의 의견에 따라 양산형에서는 항공모함에서 간단하게 수리/정비가 가능하도록 개수했다. 특히 주익의 경우, 시제품에서는 유압식이었으나, 일본 유압 기술의 문제점때문에 양산형에서는 유압 방식을 폐지하고 수동으로 접고 펴도록 바꾸었다.
이후 이 항공기는 나카지마 B6N의 기본 모체가 되었고, 전쟁 중후반에는 훈련용, 훈련용 목표물 예인용, 또는 대잠수함전에 이용되었다. 1,150대가 생산되었으나 현재 당시 사용된 기체로 남아있는 것은 없고, 2003년에 영국인 개인 수집가가 복원한 기체가 있다.

## 운용
양산형은 항공모함에 배치되기 시작했고, 1938년에는 중일 전쟁에 투입되었다. 실전 운용 결과 초기형(1형)은 몇 가지 약점을 드러냈다. 주로 방어력 부족 문제가 있었는데, 승무원 구역 및 연료 탱크에 관심이 집중되었다.

## 특징

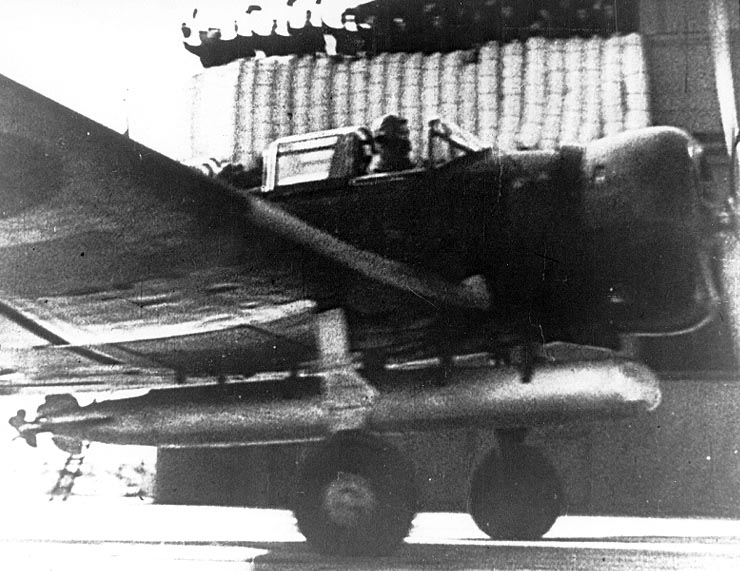
항모 아카키에서 어뢰를 장착하고 이륙 준비 중인 B5N. 사진 설명에는 더미 어뢰라고 되어 있다.

승무원 3명은, 조종사/폭격수/관측수로 구성되어 있으며, 루이스 경기관총(루식 기관총)은 후방석 관측수가 담당하고, 폭격수는 중앙에 앉았다. 주로 항공모함에서 운용했으나, 육상 기지에서 운용하기도 했다. 중일 전쟁 중에는 상대할 중국 해군이 거의 없었기 때문에 주로 800 kg 폭탄을 장착하고 지상 목표물 공격 임무에 투입되었으며, 태평양 전선에서는 폭탄과 어뢰를 모두 운용했다.

## 제원
- 승무원: 3명
- 길이: 10.30 m (33' 10")
- 날개 너비: 15.52 m (50' 11")
- 높이: 3.70 m (12' 2")
- 날개 면적: 37.7 m² (406 ft²)
- 비무장 상태 중량: 2,279 kg (5,024 lb)
- 무장 만재 상태 중량: 3,800 kg (8,380 lb)
- 최대 이륙 중량 : 4,100 kg (9,040 lb)
- 동력: 1× 나카지마 사카에 11형 엔진, 750 kW (1,000 hp)
- 최대 속도 : 367 km/h (229 mph)
- 항속 거리 : 1,935 km (1,202 mi)
- 비행 고도 : 8,260 m (27,100 ft)
- 초당 상승 속도: 6.5 m/s (1,283 ft/min)
- 익면하중: 101 kg/m² (21 lb/ft²)
- 무장 : 후방석 7.7mm 92식 루식 기관총(루이스 경기관총). 97발들이 탄창 사용
- 폭탄 : 91식 항공어뢰 1발 (800 kg) 또는 250 kg 폭탄 3발 또는 60 kg 폭탄 6발.

## 파생형
- Type K : 시험 생산형
- B5N1 : 초도 양산형
- B5N1-K : 성능 향상형

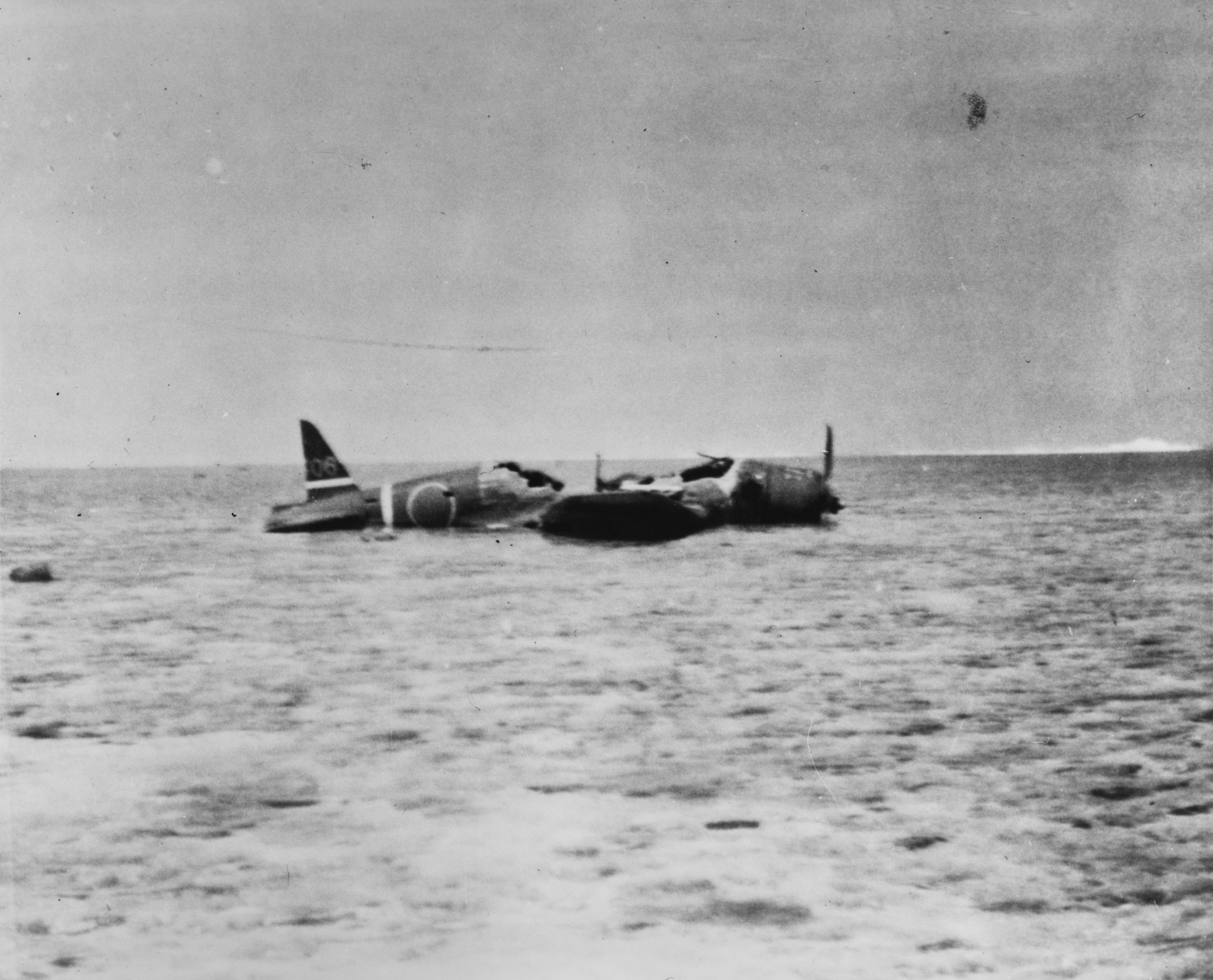
산호해 해전 중에 추락한 항모 쇼가쿠에서 발진했던 B5N2(꼬리 날개 마킹은 EI-306라고 되어 있다)의 사진.

- B5N2 : 많은 B5N1이 훈련용 항공기로 개조되었다.

## 영화 속 97식 함공
영화 《진주만》이나 《도라 도라 도라》 등에 나온 97식 함공은 BT-13 밸리언트를 그럴듯하게 외관을 97식 함공으로 개조한 것이다.

## 같이 보기
- 더글라스 TBD 데버스테이터
- 나카지마 B6N